# Улица Креслас (Рига)
Улица Кре́слас (латыш. Krēslas iela — в переводе «Сумеречная») — улица в Курземском районе города Риги, в историческом районе Агенскалнс. Начинается от улицы Даугавгривас, пролегает в юго-западном направлении до перекрёстка с улицей Слокас. С другими улицами не пересекается.
Общая длина улицы составляет 185 метров. На всём протяжении улица асфальтирована; движение одностороннее (в направлении улицы Слокас). Общественный транспорт по улице Креслас не курсирует. Средняя ширина проезжей части — 6 метров.

## История
Улица Креслас впервые встречается в списке городских улиц за 1902 год под названием Гильхенская улица (нем. Hilchenstrasse, латыш. Hilhena iela) — в честь рижского ратмана Давида Хильхена (1561—1610). На карте 1921 года обозначена как улица Илес (латыш. Īles iela), в последующем — Ilķēna (Ilkena) iela. В 1938 году получила своё современное название, но в годы немецкой оккупации было восстановлено название Hilchenstrasse. С 1944 вновь именуется Krēslas iela, в дальнейшем переименований не было.

## Достопримечательности
Практически всю правую (чётную) сторону занимает кладбище Мартиня, на котором у ограды со стороны улицы Креслас выделяется памятник на могиле Эмиля Дарзиньша (скульпторы Теодор Залькалнс и Буркард Дзенис, 1913).